# Orobanche baumanniorum
Orobanche baumanniorum är en snyltrotsväxtart som beskrevs av Werner Rodolfo Greuter. Orobanche baumanniorum ingår i släktet snyltrötter, och familjen snyltrotsväxter. Inga underarter finns listade i Catalogue of Life.